# Ançã
Ançã ist eine Gemeinde (Freguesia) im portugiesischen Kreis Cantanhede. In ihr leben 2451 Einwohner (Stand 19. April 2021). Sie ist bekannt für ihren hellbeigen Kalkstein (Mitteljura) „Pedra de Ançã“, der z. B. im Kloster von Batalha (Spätgotik), aber auch in zahlreichen Gebäuden in Coimbra sowie in den ehemaligen portugiesischen Kolonien verbaut wurde.

## Sehenswürdigkeiten und Kultur

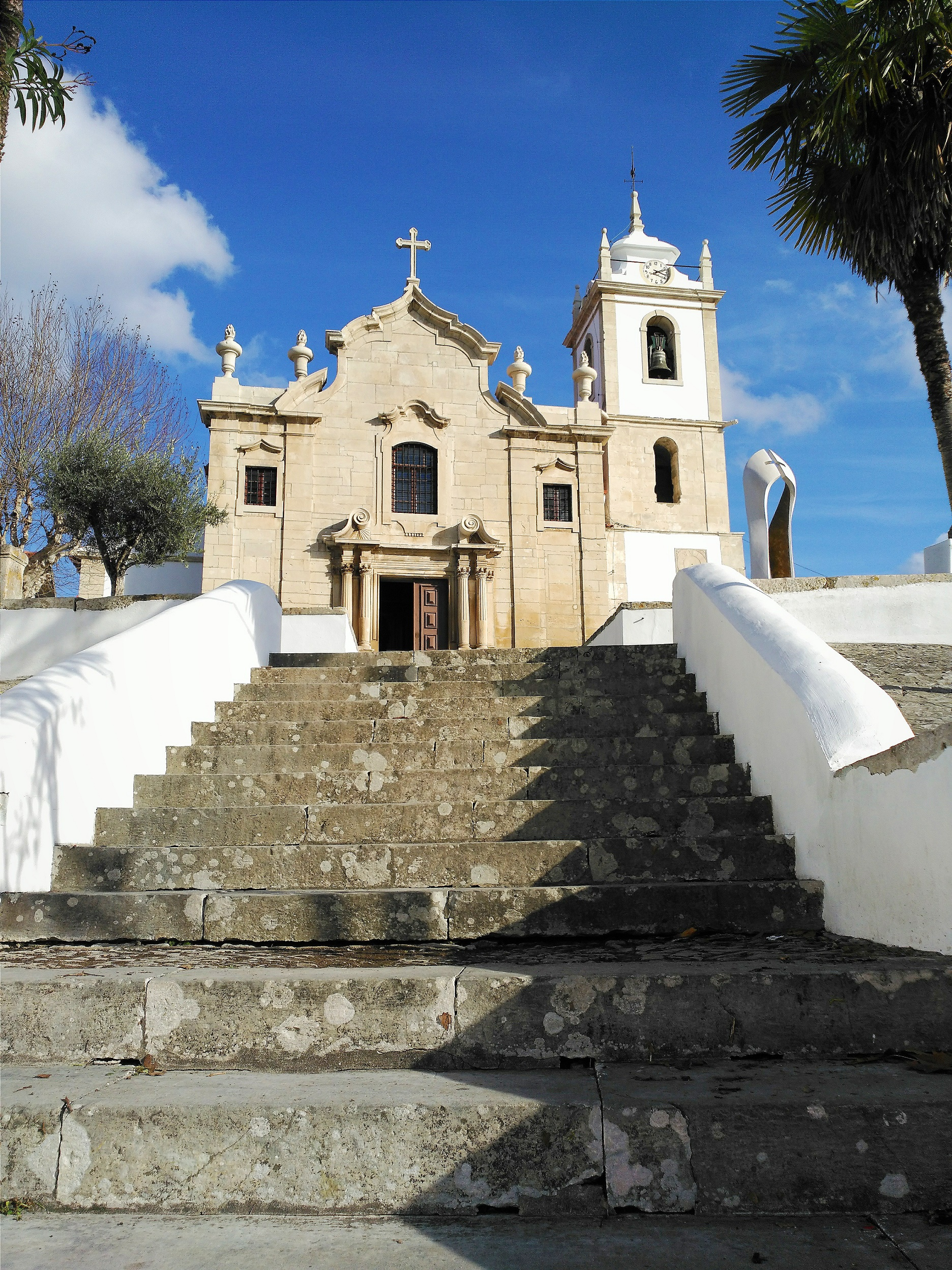
Kirche Nossa Senhora do Ó

- Kirche Nossa Senhora do Ó
- Museu Etnográfico de Ançã